# Doridoxa ingolfiana
Doridoxa ingolfiana Bergh, 1899 è un mollusco nudibranchio della famiglia Doridoxidae.

## Descrizione
Corpo di colore bianco latteo, opaco, con tubercoli dello stesso colore del corpo. Rinofori di colore bianco, con striature nere, come il ciuffo branchiale. Bordo del mantello bianco, preceduto da una linea gialla. Gli esemplari più grandi sono di 12 mm.

## Distribuzione e habitat
Parte ovest della Groenlandia e nei mari prospicienti l'Islanda; ritrovati esemplari fra le latitudini 60° e 67° Nord e 15° e 45° Ovest. La profondità di rinvenimento è da 100 a oltre 500 metri.

## Curiosità
È stata oggetto nel 1991 di un'emissione filatelica della Polinesia Francese.